# Bojung Scato Georg Lantzius-Beninga
Bojung Scato Georg Lantzius-Beninga (* 12. August 1815 auf Gut Stikelkamp, Ostfriesland; † 6. März 1871 ebenda) war ein deutscher Botaniker. Sein offizielles botanisches Autorenkürzel lautet „Lantz-Bén.“

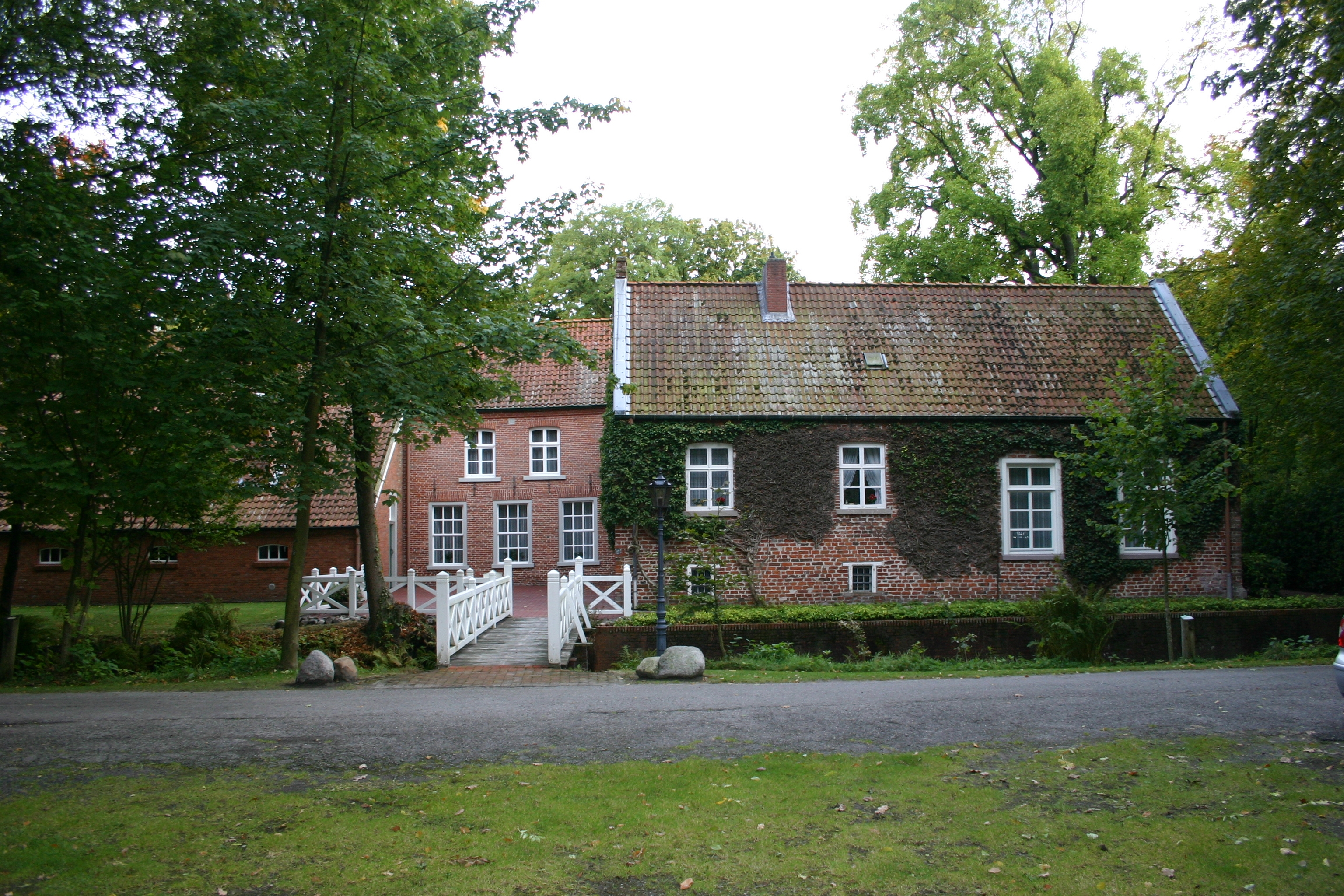
Gut Stikelkamp

## Leben
Er war der Sohn des Gutsbesitzers und Oberförsters Bojung Scato Lantzius-Beninga (1775–1861) auf Gut Stikelkamp. Der in seiner Kindheit mit Problemen kämpfende Bojung lernte erst mit 7 Jahren das Laufen. Sein Hauslehrer weckte in ihn die Liebe zur Natur. Lantzius-Beninga studierte ab 1837 am Polytechnikum in Hannover, absolvierte 1839 eine Apothekerlehre in Timmel und studierte ab 1840 Naturwissenschaften in Berlin und ab 1841 Botanik in Göttingen mit der Promotion 1844 mit einer Dissertation über den Bau von Laubmoosen (De evolutione sporidiorum in capsulis muscorum). Er habilitierte sich 1846 in Göttingen, war ab 1850 Assistent und ab 1852 Assessor am Universitätsherbarium und ab 1870 außerordentlicher Professor in Göttingen.
Von ihm stammt eine Flora von Ostfriesland. Angeregt wurde sie vom Hannoverschen Ministerium als Ergänzung der Chloris hanoverana (1836) von Georg F. W. Meyer. 1855 wurde er Mitglied der Leopoldina. 1849 wurde er korrespondierendes Mitglied der Naturforschenden Gesellschaft zu Emden.
Sein Bruder Eberhard (1808–1902) war Erbe des Guts, Oberförster und 1870 bis 1882 nationalliberaler Abgeordneter für den Kreis Leer im Preußischen Ständehaus, sein Bruder Carl Christian Amtsrichter in Wittmund und sein Bruder Stephan Rechtsanwalt in Aurich. Sein Großvater war preußischer Kriegsrat führte zuerst den Namen Lantzius-Beninga, nachdem sein Vater eine der letzten Nachkomminnen der ostfriesischen Adelsfamilie Beninga geheiratet hatte.

## Schriften (Auswahl)
- De evolutione sporidiorum in capsulis muscorum. Huth, Göttingen 1844.
- Beiträge zur Kenntniß der Flora Ostfrieslands. Vandenhoeck & Ruprecht, Göttingen 1849.
- Beiträge zur Kenntniss des innern Baues der ausgewachsenen Mooskapsel, insbesondere des Peristomes. In: Nova acta Academiae Caesareae Leopoldino-Carolinae Germanicae Naturae Curiosorum. Bd. 22 (1850), Heft 2, S. 561–604.
- Die unterscheidenden Merkmale der Deutschen Pflanzen-Familien und Geschlechter. 1. Abt.: Enthaltend die Familien und Geschlechter der Dialypetalen und der Gamopetalen mit oberständiger Blumenkrone. Rente, Göttingen 1866.
- Ueber die Pflichten des Maurers gegen seine Loge. Vorgetragen in der g. und v. Loge Augusta „Zum goldenen Zirkel“ im Or. von Göttingenn am 22. August 1868. In: Asträa. Taschenbuch für Freimaurer. Bd. 30 (1870), S. 21–29.
- Ueber die Stellung des Maurers zum Staate in der Gegenwart. Vorgetragen am Geburtstage Sr. Majestät des Königs von Preußen, Wilhelm I., am 22. März 1869 in der Loge Augusta „Zum goldenen Zirkel“ in Göttingenn. In: Asträa. Taschenbuch für Freimaurer. Bd. 30 (1870), S. 142–151.